# Posidipo de Casandrea
Posidipo de Casandrea, en griego original, Ποσείδιππος ὁ Κασσανδρεύς (316 - c. 250 a. C.) fue un poeta cómico griego adscrito al grupo denominado comedia nueva.

## Biografía
Era hijo de Cinisco, un meteco macedonio que vivía en Atenas. Produjo su primera obra tres años después de la muerte de Menandro (289 a. C.). Logró cuatro premios por sus comedias. El primero es del 289 o 288 a. C. De las cuarenta piezas de teatro que escribió, sólo quedan 44 fragmentos, la mayoría muy breves, y 18 títulos. Lo que ha quedado de sus textos se halla recogido en Kock, Comicorum Atticorum Fragmenta, III, p. 335 y ss. Parece que fue polifacético y original, ya que 6 títulos de sus obras no aparecen en otros dramaturgos; pero también supo adaptar temas de la comedia antigua e intermedia a la nueva, como lo demuestran tres títulos (Δημόται, Μύρμηξ y Φιλοπάτωρ), ya utilizados por Hermipo, Platón y Antífanes.
Según Aulo Gelio, fue muy imitado por los poetas cómicos latinos. Es posible que Plauto lo imitara en sus Menecmos y su Aulularia. Una de las epístolas de Linceo de Samos fue dirigida a Posidipo; y tal vez el epigrama sobre la hormiga de la Antología Palatina es suyo. Su efigie, si es que es él y no el homónimo epigramista, nos ha llegado en forma de una estatua sedente de los museos Vaticanos, y se considera una de las obras maestras del arte clásico.
Al estudiar el lenguaje de Posidipo, Augustus Meineke ha notado neologismos, y arcaísmos que se emplean en un sentido nuevo completamente desconocido para los mejores escritores del castizo aticismo, lo que podría indicar que su lengua se halla bastante próxima a la real que se hablaba entonces. Además, personajes tan vulgares como los cocineros ocupaban una posición importante en su lista de personajes. Fue el único que presentó al cocinero en la condición servil.

## Obras
Suidas afirma que Posidipo escribió cuarenta piezas teatrales, de las cuales se conservan los siguientes dieciocho títulos (junto a diversos fragmentos asociados).
- Ἀναβλέπων (Anablepon), "El que vuelve a ver"
- Ἀποκλειομένη (Apokleiomene) - La mujer barrada
- Γαλάτης (Galates) - El galo
- Δήμοται (Demotai) — Ciudadanos
- Ἑρμαφρόδιτος (Hermafroditos) — El hermafrodita
- Ἐπίσταθμος (Epistathmos) - Harmost o Simposiarca
- Ἐφεσία (Efesia) — La niña de Éfeso
- Κώδων (Codón) - La campana
- Λοκρίδες (Locrides) - Las mujeres locrias
- Μεταφερόμενοι (Metapheromenoi) — Los transportados
- Μύρμηξ (Myrmex) - La hormiga
- Ὅμοιοι (Homoioi) — Personas que se parecen entre sí
- Παιδίον (Paidion) - El niño pequeño
- Πορνοβοσκός (Pornoboscos) — El proxeneta
- Σύντροφοι (Syntrophoi) — Camaradas
- Φιλόσοφοι (Philosophoi) - Filósofos
- Φιλοπάτωρ (Philopator) - El padre amante
- Χορεύουσαι (Choreuousai) - Bailarinas

## Citas
En su Πορνοβοσκός, escribe: "El hombre que nunca se hizo a la mar nunca ha naufragado. Pero nosotros hemos sido más miserables que los marinos".
En La mujer de Éfeso (Ἐφεσία / Efesia): "Fryné fue una vez la más ilustre entre nosotras, las cortesanas, con diferencia. Y aunque eres demasiado joven para recordar esa época, al menos debes haber oído hablar de su juicio. Aunque se pensaba que había causado un daño irreparable a la vida de los hombres, no obstante sedujo al jurado cuando fue juzgada por su vida y, contando las manos de los jueces uno a uno, con la ayuda de sus lágrimas le salvó la vida al fin".